# Boko Harjo
Boko Harjo is een bestuurslaag in het regentschap Sleman van de provincie Jogjakarta, Indonesië. Boko Harjo telt 11.127 inwoners (volkstelling 2010).